# افتخار آل دهنيم
افتخار هلال أحمد آل دهنيم كاتبة روائية ومعلمة وباحثة ومحاضرة في الشؤون الأسرية سعودية من مواليد سنابس محافظة القطيف بالمملكة العربية السعودية

## المؤهل العلمي
- بكالوريوس لغة عربية عام 1410 هـ.
- حصلت على شهادات مختلفة في المجال الأسري ولاجتماعي.

## البحوث والمقالات
نشر لها عدة بحوث ومقالات حول التعليم والأدب

## النشاطات الشخصية
لها نشاطات اجتماعية وتطوعية، وهي عضو مؤسس في منتدى التواصل النسائي في محافظة القطيف المملكة العربية السعودية. شاركت افتخار آل دهنيم في اللقاء الحواري الفكري الهوية والعولمة في الخطاب الثقافي السعودي في مركز الملك عبد العزيز للحوار الوطني.

## المنشورات
- لها رواية تحت عنوان دموع مع القدر،[1] نشر وتوزيع أطياف للنشر والتوزيع الطبعة الأولى 2006، طبعت بمطابع البيان العربي المحدودة.